# Renascença Portuguesa

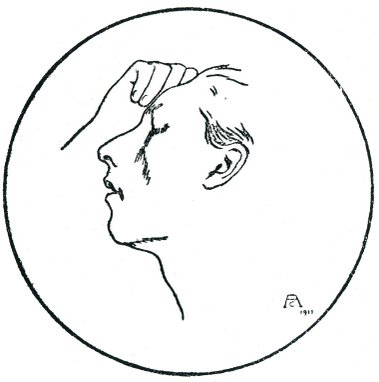
Ex-libris da Renascença Portuguesa, da autoria de António Carneiro

Renascença Portuguesa foi um movimento cultural português surgido em 1912 no Porto que se manteve activo durante o primeiro quartel do século XX.
O movimento tinha subjacente um ideal nacionalista ligado, no plano literário e filosófico, ao neo-garrettismo e a um sebastianismo quase messiânico. Enquanto agrupamento de acção sócio-cultural, a Renascença Portuguesa desenvolveu uma notável actividade, com aspectos originais, obedecendo ao propósito de "dar conteúdo renovador e fecundo à revolução republicana" (Jaime Cortesão). Teve como principal mentor, sobretudo até 1916, Teixeira de Pascoaes, com a sua teoria do saudosismo e, numa segunda fase, Leonardo Coimbra. Tinha como órgão a revista A Águia — Órgão da Renascença Portuguesa, publicado no Porto de 1910 a 1932, e o quinzenário Vida Portuguesa.

## O contexto e objectivos do movimento
Com a implantação da república em Portugal, ocorrida em 1910, os intelectuais que estavam a favor do novo regime tentaram dar-lhe uma doutrina e uma literatura e, através da acção cultural, contribuir para aquilo que acreditavam ser a reconstrução da sociedade portuguesa, desmoralizada e abalada na sua alma pela degenerescência da monarquia constitucional. Foi neste contexto de nova regeneração que surgiram movimentos sócio-culturais, entre os quais a Renascença Portuguesa, que visavam lidar com os graves problemas que a instauração da República não conseguira per se resolver nas áreas educativa, social, económica e religiosa.
As bases para a fundação do movimento foram lançadas em reuniões realizadas em Coimbra a 27 de Agosto de 1911 e em Lisboa a 17 de Setembro 1911, tendo o processo sido liderado por Jaime Zuzarte Cortesão, Teixeira de Pascoaes, Leonardo Coimbra e Álvaro Pinto. O grupo tinha saído do núcleo de intelectuais que, na sequência do 5 de Outubro de 1910, tinham lançado no Porto a revista A Águia, escolhendo a data simbólica do 1.º de Dezembro, Dia da Restauração da Independência Nacional, daquele ano. Os estatutos da associação foram publicados no primeiro número, datado de 31 de Outubro de 1912, da Vida Portuguesa, periódico que se auto-definia como quinzenário de inquérito à vida portuguesa, então dirigido por Jaime Cortesão.
O propósito do movimento, nas palavras de Jaime Cortesão, era dar conteúdo renovador e fecundo à revolução republicana. Para tal, a associação propunha-se promover a maior cultura do povo português, por meio da conferência, do manifesto, da revista, do livro, da biblioteca, da escola, o que implicava revelar a alma lusitana, integrá-la nas suas qualidades essenciais e originárias. 
Assumindo a partir de 1912 a publicação de A Águia, o movimento faria daquele periódico o catalisador de sectores significativos da actividade intelectual portuguesa, congregando em seu torno escritores e artistas de diversos sectores ideológicos, mas na sua maioria republicanos, em geral preocupados com o rumo que ia tomando o novo regime, devido ao jacobinismo nele dominante, em contradição flagrante com o programa descentralizador do Partido Republicano Português e com as ideias por eles acalentadas antes da revolução.
Animados desde logo de grande entusiasmo, os dirigentes renascentistas traçaram um ambicioso plano de actividades, constituindo em Junho de 1912 quatro comissões encarregadas, respectivamente, do estudo da vertente religiosa, educativa, social e económica dos problemas com que a sociedade portuguesa se defrontava. Em torno dessas comissões gravitam poetas, pensadores, historiadores, economistas, sociólogos e pedagogos, quase todos recrutados entre os intelectuais mais activos e prestigiados da geração. Alguns proferem séries de lições numa Universidade Popular, dinamizando o meio cultural portuense e preparando a criação, no Porto, de uma Faculdade de Letras, projecto acarinhado por Leonardo Coimbra, um dos sócios do movimento que entretanto ascendera a Ministro da Instrução Pública da República. 

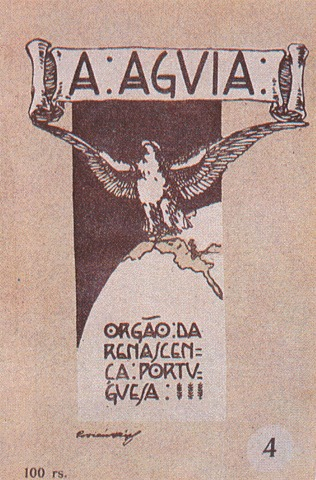
Capa do n.º 4 (1912) de A Águia, órgão da Renascença Portuguesa.

No periódico A Águia, transformado no órgão central do movimento, colaboraram, para além dos fundadores, Mário Beirão, António Correia de Oliveira, Afonso Lopes Vieira, Fernando Pessoa e Mário de Sá Carneiro. 
Embora congregasse personalidades e tendências diferentes, o movimento tinha subjacente um ideal nacionalista e messiânico, profundamente radicado na tendência sebastiânica portuguesa da procura de uma regeneração nacional, sempre adiada, mas sempre presente em todos os períodos entendidos como de crise. Apesar da diversidade dos estilos e das ideologias, a Renascença Portuguesa conseguiu impor uma nova filosofia, caracterizada por dois elementos fundamentais: (1) a vida como movimento constante em que as transformações não podiam ser limitadas por qualquer tipo de preconceito, num mundo dinâmico onde tudo podia acontecer; e (2) a transformação do mundo devia começar por uma crítica a todo o tipo de preconceitos, valorizando o papel dos intelectuais porque estes tinham como objectivo transformar os pensamentos em acções. Consequente com estes princípios, a Renascença Portuguesa desenvolveu uma estética caracterizada por uma espécie de neo-romantismo, em que a criação deveria ser intuitiva, privilegiando os temas históricos ou populares e uma visão mística e animista da natureza. Esta visão da natureza era transfigurada na literatura e na arte recorrendo ao bucolismo, folclorismo e sentimentalismo, como formas de reencontrar a alma nacional perdida. Da combinação destes factores surge, ligado a Teixeira de Pascoaes, o saudosismo como movimento literário, essencialmente poético, atribuindo à saudade amplas dimensões e profundo significado, arvorando-a mesmo em princípio enformador dum ressurgimento pátrio.

## Resultados e o fim do movimento
Com sede no Porto e núcleos em Coimbra e Lisboa, a Renascença Portuguesa afirmou-se como um movimento nacional, mantendo como seu órgão principal A Águia, propriedade do grupo entre 1912 e 1932, ano em que a sua publicação cessou. A esta publicação juntou-se, durante alguns anos, o quinzenário A Vida Portuguesa e uma intensa actividade editorial que, em 1918, contava já com 120 volumes publicados, cobrindo temas de literatura, arte, ciência, filosofia e crítica social. Entre os autores editados contam-se Carlos Parreira, o visconde de Vila-Moura, Teixeira de Pascoaes, Mário Beirão, António Sérgio e Ezequiel de Campos. A partir de 1928, a revista Portucale  prosseguiu o espírito de A Águia.

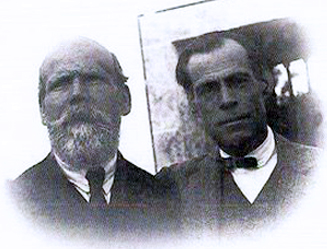
Teixeira de Pascoais com o seu conterrâneo, o pintor António Carneiro, autor do ex-libris da Renascença Portuguesa.

Apesar deste sucesso e do espírito largo do movimento, demonstrado pela aceitação de uma diversidade considerável de estilos e opiniões, dissidências internas, que começaram a surgir a partir de 1912, levaram logo nesse ano à saída de Fernando Pessoa e de Mário de Sá Carneiro, insatisfeitos com o saudosismo , que foram fundar o movimento da revista Orpheu. 
Nos anos seguintes (1913-1914), desligaram-se também António Sérgio, que se opunha ao lusitanismo tradicionalista de Teixeira de Pascoaes, e Jaime Cortesão e Raul Proença, atentos às modernas correntes do pensamento europeu que não consideravam compatíveis com o idealismo poético, o tradicionalismo e o ruralismo de Teixeira de Pascoaes. Este grupo esteve depois na origem da Seara Nova.
Em resultado destas dissidências, e do aprofundar da crise social e política em que a Primeira República Portuguesa tinha mergulhado, a partir de 1918, a Renascença Portuguesa entra em crise manifesta. A presença de um grupo ilustre de intelectuais que se vão mantendo em torno do projecto vai permitindo a sua sobrevivência, mas já sem o fulgor inicial.
A própria revista A Águia, cuja edição se prolonga até 1932, entra em decadência, sendo parcialmente substituída pela revista Portucale, iniciada em 1928, não cessando o esforço de auto-definição nacionalista do grupo. Pouco a pouco, a actividade editorial foi abrandando, chegando a meados da década de 1920 já muito atenuada.
A combinação da crise que já vinha sentindo com a actividade repressiva da Ditadura Militar saída do Golpe de 28 de Maio de 1926, que levou ao exílio ou ao desterro alguns dos expoentes do movimento, ditou o fim da Renascença Portuguesa. Em 1932 a revista A Águia cessou a sua publicação e nos anos imediatos o movimento extinguiu-se.
Apesar de ter durado apenas duas décadas, a Renascença Portuguesa deixou um importantíssimo legado intelectual nas suas publicações e edições, o qual influi claramente no desenvolvimento cultural e político de Portugal durante todo o século XX. Tal que permite afirmar que a Renascença Portuguesa foi uma das organizações portuguesas mais influentes daquele século.